# Schizaphis graminum
Schizaphis graminum är en insektsart. Schizaphis graminum ingår i släktet Schizaphis och familjen långrörsbladlöss.

## Underarter
Arten delas in i följande underarter:
- S. g. graminum
- S. g. gigjai